# Eda Tuğsuz
Eda Tuğsuz (Adalia, 27 marzo 1997) è una giavellottista turca.

## Palmarès
| Anno | Manifestazione                           | Sede       | Evento                 | Risultato      | Prestazione | Note                                     |
| ---- | ---------------------------------------- | ---------- | ---------------------- | -------------- | ----------- | ---------------------------------------- |
| 2013 | Giochi del Mediterraneo                  | Mersin     | Lancio del giavellotto | 7ª             | 48,87 m     |                                          |
| 2013 | Mondiali allievi                         | Donec'k    | Lancio del giavellotto | 5ª             | 51,56 m     |                                          |
| 2013 | Festival olimpico della gioventù europea | Utrecht    | Lancio del giavellotto | Oro            | 56,61 m     |                                          |
| 2014 | Mondiali juniores                        | Eugene     | Lancio del giavellotto | 21ª (q)        | 48,19 m     |                                          |
| 2014 | Giochi olimpici giovanili                | Nanchino   | Lancio del giavellotto | 12ª            | 48,48 m     |                                          |
| 2015 | Europei juniores                         | Eskilstuna | Lancio del giavellotto | 8ª             | 51,82 m     |                                          |
| 2016 | Europei                                  | Amsterdam  | Lancio del giavellotto | 11ª            | 56,97 m     |                                          |
| 2016 | Campionati del Mediterraneo under 23     | Tunisi     | Lancio del giavellotto | Oro            | 56,88 m     |                                          |
| 2016 | Mondiali under 20                        | Bydgoszcz  | Lancio del giavellotto | Bronzo         | 56,71 m     |                                          |
| 2017 | Giochi della solidarietà islamica        | Baku       | Lancio del giavellotto | Oro            | 67,21 m     |                                          |
| 2017 | Europei a squadre                        | Vaasa      | Lancio del giavellotto | Argento        | 57,48 m     |                                          |
| 2017 | Europei under 23                         | Bydgoszcz  | Lancio del giavellotto | 4ª             | 62,37 m     |                                          |
| 2017 | Mondiali                                 | Londra     | Lancio del giavellotto | 5ª             | 64,52 m     |                                          |
| 2017 | Universiadi                              | Taipei     | Lancio del giavellotto | 4ª             | 60,75 m     |                                          |
| 2018 | Campionati del Mediterraneo under 23     | Jesolo     | Lancio del giavellotto | Oro            | 57,23 m     |                                          |
| 2018 | Europei                                  | Berlino    | Lancio del giavellotto | 16ª (q)        | 57,77 m     |                                          |
| 2019 | Giochi europei                           | Minsk      | Lancio del giavellotto | 4ª             | 62,49 m     |                                          |
| 2019 | Universiadi                              | Napoli     | Lancio del giavellotto | Bronzo         | 59,75 m     |                                          |
| 2019 | Europei under 23                         | Gävle      | Lancio del giavellotto | Argento        | 61,03 m     |                                          |
| 2019 | Mondiali                                 | Doha       | Lancio del giavellotto | 20ª (q)        | 58,28 m     |                                          |
| 2021 | Giochi olimpici                          | Tokyo      | Lancio del giavellotto | 4ª             | 64,00 m     | Miglior prestazione personale stagionale |
| 2022 | Giochi del Mediterraneo                  | Orano      | Lancio del giavellotto | Argento        | 59,30 m     |                                          |
| 2022 | Mondiali                                 | Eugene     | Lancio del giavellotto | nm (q)         | nm (q)      |                                          |
| 2022 | Europei                                  | Monaco     | Lancio del giavellotto | 15ª (q)        | 56,33 m     |                                          |
| 2023 | Giochi mondiali universitari             | Chengdu    | Lancio del giavellotto | Oro            | 59,05 m     |                                          |
| 2023 | Mondiali                                 | Budapest   | Lancio del giavellotto | Qualificazione | nm          |                                          |
| 2024 | Europei                                  | Roma       | Lancio del giavellotto | 20ª (q)        | 53,29 m     |                                          |
| 2024 | Giochi olimpici                          | Parigi     | Lancio del giavellotto | 30ª (q)        | 53,66 m     |                                          |

## Altre competizioni internazionali
2018
- Oro in Coppa Europa invernale di lanci ( Leiria) - giavellotto - 60,92 m